# کلیس بنگ
کلِیس بنگ (دانمارکی: Claes Bang؛ زادهٔ ۲۸ آوریل ۱۹۶۷) هنرپیشه و موزیسین اهل دانمارک است. او نقش اصلی فیلم مربع (۲۰۱۷) را بر عهده داشت که برندهٔ نخل طلای جشنواره فیلم کن شد.
او بازیگر نقش اصلی فیلم دراکولا ساخته ۲۰۲۰ هم می‌باشد. او همچنین در فیلم آخرین ورمیر و ویلیام تل بازی کرده‌است.